# Eulophus kirbii
Eulophus kirbii is een vliesvleugelig insect uit de familie Eulophidae. De wetenschappelijke naam is voor het eerst geldig gepubliceerd in 1826 door Curtis & Westwood.